# POINTS-3
『POINTS-3』（ポインツ・スリー）は尾崎亜美の通算20作目のレギュラー・アルバムであり、3作目のセルフカバー・アルバムである。1992年3月21日にポニーキャニオンから発売された。

## 概要
帯コピー：「伝説の少女」をはじめ、彼女が様々なアーティストへ提供した楽曲を自ら唄う。
『POINTS』『POINTS-2』に続くセルフカバー・アルバム「POINTS」シリーズの3作目。観月ありさ、真璃子、野田幹子、髙橋真梨子、光GENJIなど、他アーティストに楽曲提供した曲を集めた企画アルバムである。ただし、1曲目「Walking In The Rain」のみオリジナルの楽曲である。
ジャケットは、尾崎がだるまに扮してマイクの前で歌っているユニークなものとなっており、裏ジャケットには紅白幕が用いられ、ライナーノーツの随所には、花環、本坪鈴、鯛の尾頭付き、紅白饅頭、祝儀袋など、祝い事にちなんだアイテムの写真が多数使用されている。
デーモン小暮閣下（現・デーモン閣下）やSING LIKE TALKINGの佐藤竹善らがコーラスで参加している。

## 収録曲

### CD
| 全作曲: 尾崎亜美。 |                         |                                    |            |          |      |
| #                  | タイトル                | 作詞                               | 作曲・編曲 | 編曲     | 時間 |
| 1.                 | 「Walking In The Rain」 | 尾崎亜美                           | 尾崎亜美   | 尾崎亜美 | 5:36 |
| 2.                 | 「鏡の中のUTOPIA」      | 尾崎亜美                           | 尾崎亜美   | 富田素弘 | 5:05 |
| 3.                 | 「届かなかったAIRMAIL」 | 夏目純                             | 尾崎亜美   | 富田素弘 | 4:49 |
| 4.                 | 「With you」            | 尾崎亜美                           | 尾崎亜美   | 尾崎亜美 | 5:17 |
| 5.                 | 「伝説の少女」          | 尾崎亜美                           | 尾崎亜美   | 富田素弘 | 5:35 |
| 6.                 | 「SOLO SAPIENCE」       | Chris Mosdell (日本語原詞：夏目純) | 尾崎亜美   | 林真史   | 5:30 |
| 7.                 | 「Souvenir」            | 尾崎亜美                           | 尾崎亜美   | 富田素弘 | 5:42 |
| 8.                 | 「風の中で」            | 尾崎亜美                           | 尾崎亜美   | 尾崎亜美 | 5:30 |
| 9.                 | 「VENUS」               | 尾崎亜美                           | 尾崎亜美   | 尾崎亜美 | 5:24 |
| 10.                | 「ルーレット」          | 夏目純                             | 尾崎亜美   | 林真史   | 5:36 |
| 11.                | 「幾千の涙を贈りたい」  | 夏目純                             | 尾崎亜美   | 林真史   | 5:23 |
| 12.                | 「Happy Birthday」      | 尾崎亜美                           | 尾崎亜美   | 富田素弘 | 5:31 |
| 13.                | 「最後のGood Night」    | 尾崎亜美                           | 尾崎亜美   | 尾崎亜美 | 4:27 |
| 合計時間:          | 合計時間:               | 合計時間:                          | 合計時間:  | 69:25    |      |

### 楽曲解説
1. Walking in the rain
今作と同時発売となったシングル表題曲で、この曲のみオリジナルの楽曲である。日本マクドナルドのCMソングにも採用された[5]。
2. 鏡の中のUTOPIA
観月ありさへの提供曲で、歌手デビュー曲「伝説の少女」のカップリングに収録されていた。
3. 届かなかったAIRMAIL
真璃子への提供曲。
4. With you
野田幹子への提供曲。
5. 伝説の少女
観月ありさの歌手デビュー曲で、シングル「Walking in the rain」のカップリングにも収録された。
6. SOLO SAPIENCE
上田浩恵への提供曲「ソロ・サピエンス」の英語詞版。
7. Souvenir
髙橋真梨子への提供曲。
8. 風の中で
観月ありさの3枚目のシングル表題曲で、映画『超少女REIKO』の主題歌に採用された。
9. VENUS
真璃子への提供曲。
10. ルーレット
真璃子への提供曲。
11. 幾千の涙を贈りたい
山口由子への提供曲。
12. Happy Birthday
横山知枝への提供曲。
13. 最後のGood Night
光GENJIへの提供曲。

## 参加ミュージシャン
尾崎亜美：Vocals, Chorus, Keyboards
渡辺豊：Drums
深井康介：Bass
末原康志：Guitars
富田素弘・林真史：Keyboards

### ゲスト・プレイヤーズ
今剛：Guitars
浜口茂外也：Percussions
松武秀樹：Synthesizer Programming
田久保誠一：Synthesizer Programming
鈴木浩之：Synthesizer Programming
淵野繁雄：Tenor Sax
早川隆章：Trombone
本田雅人(T-SQUARE)：Alto Saxophone, solo on「With you」(M-4)
デーモン小暮閣下：African Vocals, on「VENUS」(M-9)
Chikuzen "N'dour" Satoh：African Vocals, on「VENUS」(M-9)、Chorus on「最後のGood Night」(M-13)

## 参考資料
- 尾崎亜美『POINTS-3』（CDアルバム）ポニーキャニオン、1992年3月21日。PCCA-00357。